# Glacera del Tour

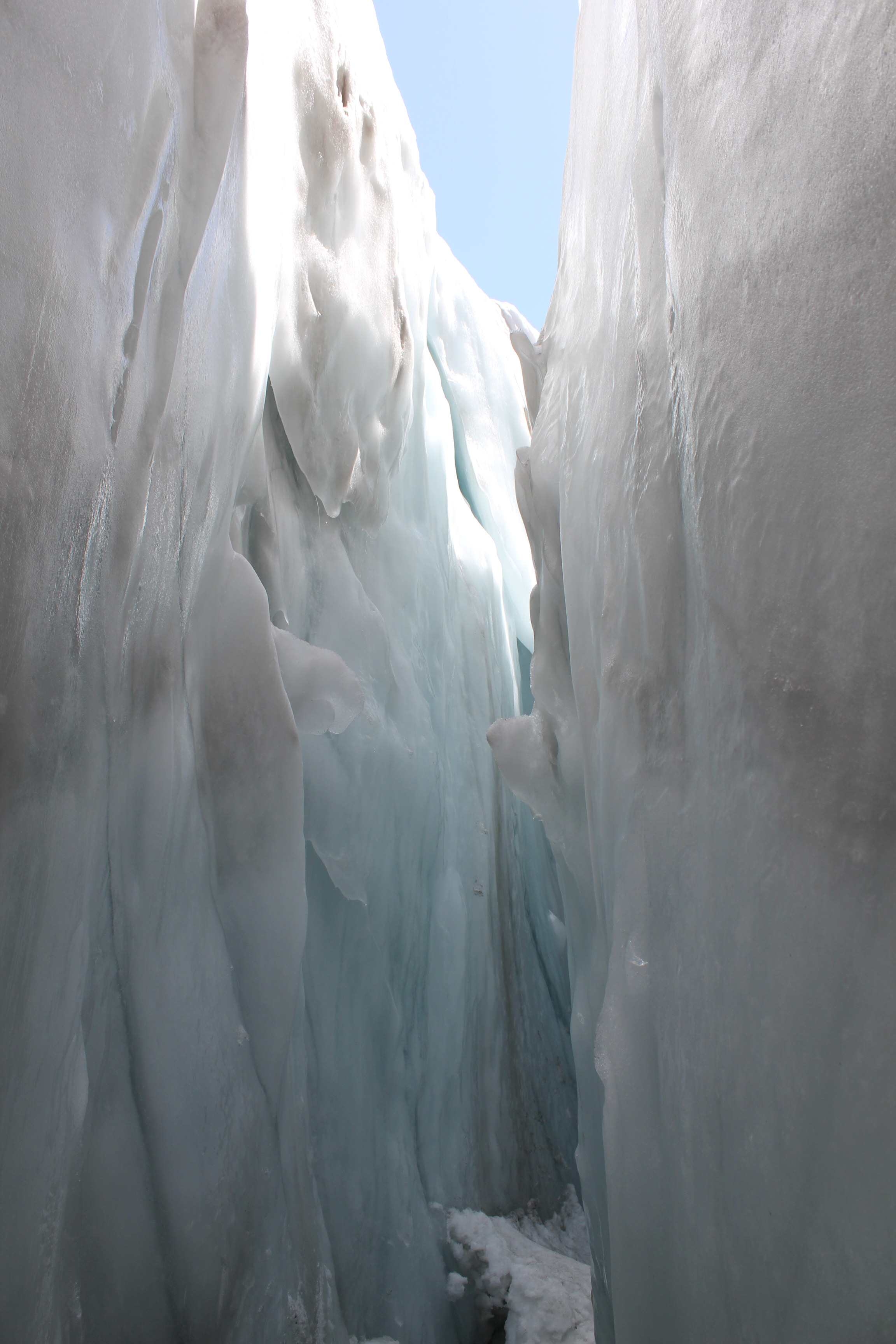
Esquerda a la glacera del Tour

La glacera del Tour és una glacera de França situada al Massís del Mont Blanc, en el municipi de Chamonix i que queda per sobre del llogarret de Tour al fons de la vall de Chamonix.
La glacera del Tour és l'última glacera que remunta la vall de l'Arve. La seva part inferior és visible des de la vall però no constitueix que una part mínima del total. La resta de la glacera, invisible des de la vall, és formada d'un gran altiplà glacial, envoltat de l'agulla del Tour, la Grande Fourche i de l'agulla del Chardonnet. La seva amplada màxima és de més de 3.000 metres al nivell d'aquest altiplà, però inferior al quilòmetre al nivell de la llengua terminal. La glacera del Tour s'acaba en un gran pendent rocós, d'una alçada de prop de 800 metres. Aquest pendent estava totalment recoberta per la glacera a la Petita Edat de Gel.
La glacera del Tour sobre el flanc nord del massís del Mont-Blanc, va ser el teatre, el 14 d'agost de 1949 a les 16 h 15, d'un accident glacial poc freqüent a aquesta escala. En efecte, de 2 a 3 milions de metres cúbics de gel es van esfondrar a la cubeta del poble de Tour, ocasionant la mort de sis senderistes que s'havien aventurat sota la glacera suspesa. Segons un estudi geogràfic, la caiguda de la massa glacial s'explica per pujades excepcionals de temperatura els dies abans de la catàstrofe: unes fases de desglaç i a continuació de congelació molt importants que normalment haurien afeblit la glacera.